# Tubificoides blakei
Tubificoides blakei är en ringmaskart som beskrevs av Kvist, Dreyer och Erséus 2008. Tubificoides blakei ingår i släktet Tubificoides och familjen glattmaskar. Inga underarter finns listade i Catalogue of Life.